# Naturschutzgebiet Großer Steinberg
Das Naturschutzgebiet Großer Steinberg mit einer Größe von 1,58 ha liegt nordwestlich von Medebach. Es wurde 2003 mit dem Landschaftsplan Medebach durch den Hochsauerlandkreis als Naturschutzgebiet (NSG) ausgewiesen. Das NSG ist Teil des Europäischen Vogelschutzgebietes Medebacher Bucht (DE-4717-401). Das NSG ist umgeben vom Landschaftsschutzgebiet Medebach.

## Gebietsbeschreibung
Beim NSG handelt es sich um den Bergrücken Großer Steinberg mit seinem Rotbuchenwald.

## Pflanzenarten im NSG
Im NSG kommen gefährdete Pflanzenarten vor. Auswahl vom Landesamt für Natur, Umwelt und Verbraucherschutz Nordrhein-Westfalen dokumentierter Pflanzenarten im Gebiet: Einblütiges Perlgras, Gewöhnlicher Dornfarn, Fuchssches Greiskraut, Heidelbeere, Himbeere, Roter Fingerhut, Wald-Flattergras. 

## Schutzzweck
Das NSG soll das Waldgebiet mit seinem Arteninventar schützen. Wie bei allen Naturschutzgebieten in Deutschland wurde in der Schutzausweisung darauf hingewiesen, dass das Gebiet „wegen der Seltenheit, besonderen Eigenart und Schönheit des Gebietes“ zum Naturschutzgebiet erklärt wurde.